# Fernmeldeturm Velbert
Der Fernmeldeturm Velbert, von den Einheimischen häufig „Telebert“ genannt, ist ein Fernmeldeturm aus Stahlbeton an der Rheinlandstraße in Velbert-Mitte. Mit einer Gesamthöhe von 115 Metern ist er das höchste Gebäude der Stadt. Der Turm gehört zur Deutschen Funkturm GmbH, einer Tochtergesellschaft der Deutschen Telekom. Er dient dem Richtfunk, Mobilfunk (u. a. Telekom) sowie weiteren Funkdiensten für Behörden und Organisationen mit Sicherheitsaufgaben.

## Bauweise und Technik
Der Turm ist ein sogenannter Typenturm des Typs FMT 15, von dem es bundesweit rund 300 optisch ähnliche Exemplare gibt. Die individuelle Farbgestaltung macht den Velberter Turm jedoch einzigartig. Er verfügt über drei Antennenplattformen in 63, 70 und 78 Metern Höhe. Die Gesamthöhe setzt sich aus dem 88,5 Meter hohen Betonschaft, einem 11,5 Meter hohen Aufsetzmast sowie einer 15 Meter hohen Antenne zusammen.